# Stilbaai
Stilbaai (englisch Still Bay) ist ein kleiner Touristenort Südafrikas in der Lokalgemeinde Hessequa, im Distrikt  Garden Route der südafrikanischen Provinz Westkap. Er liegt rund 42 Straßenkilometer südöstlich von Riversdale, wo sich der Sitz der Lokalgemeinde befindet. Stilbaai erstreckt sich beidseitig des Ästuars vom Goukou River in der Still Bay am Indischen Ozean. 

## Beschreibung
Die den Ort umgebende Landschaft gehört zu den Küstenebenen des Kaplandes und ist von bewachsenen Sanddünen geprägt. Sein Name leitet sich von dem der Bucht ab, die für ihre ruhigen Wasserverhältnisse bekannt ist.
Als offiziell-administrative Ortschaft gilt Stilbaai als eine junge Ansiedlung, obwohl hier ein sehr altes vorkoloniales Siedlungsgebiet bestand und schon mindestens seit dem 19. Jahrhundert europäische Einwanderer hier Häuser errichteten. Stilbaai wurde 1962 als Siedlung proklamiert und erhielt erst 1966 das Selbstverwaltungsrecht. Neben dem Ortskern gibt es die Ortsteile Lappiesbaai, Stilbaai East, Stilbaaihoogte und Stilbaai West.
Im Jahre 2011 hatte Stilbaai 3514 Einwohner. Mit seiner Seniorenresidenz besitzt der Ort für die ältere Bevölkerung besondere Lebensqualität.
Im Westen grenzt Stilbaai an den Ort Groot Jongensfontein mit 355 Einwohnern.

## Sehenswürdigkeiten
Im Stadtteil Stilbaai East erstreckt sich am Hang zur Meeresseite eine natürliche, vegetationslose Dünenlandschaft. Vom südlichsten Punkt der Küste innerhalb des Ortsgebietes besteht ein Überblick über die Stadt, die Mündung des Goukou River und die nach Osten verlaufende Küstenlinie.
An einigen Stellen der Küste befinden sich Reste von Fischfallen aus Lesesteinen („Vywer“), die seit Jahrhunderten von der indigenen Bevölkerung, den Khoikhoi erhalten und im Wechselspiel des Gezeitenwasserstandes zur Ernährung genutzt wurden. Die bogenförmigen Mauerstreifen aus vorkolonialer Zeit stehen unter Denkmalschutz und müssen kontinuierlich erhalten werden, da der Wellengang sie ausspült und wieder zerlegt.
Im Ort befinden sich alte Farmgebäude aus dem 19. Jahrhundert, die heute von ihren Eigentümern zu touristischen Zwecken genutzt werden.
Im Nachbarort Melkhoutfontein gibt es einen botanischen Garten mit Pflanzen des Fynbos-Bioms der Küstenregion. Die 2016 eröffnete Anlage wird von Nachfahren der indigenen Bevölkerung betrieben und ist Bestandteil des Gouritz Cluster Biosphere Reserve.

## Wirtschaft und Verkehr
Stilbaai verfügt über einen Badestrand, einen Pier für kleinere Schiffe und einen Golfplatz. Der Ort lebt hauptsächlich von seinen touristischen Angeboten, die verschiedene Formen des Wassersports und Fischfangs, Naturbeobachtungen im Meeresschutzgebiet der Bucht sowie Wanderungen in der Dünenlandschaft umfassen.
Eine Brücke über den Goukou River beim Ortsteil Stilbaaihoogte verbindet das Ortszentrum auf seinem Westufer mit dem Ortsteil Lappiesbaai am Ostufer. Auf beiden Seiten gibt es eine kleine Landebahn für Flugzeuge. Auf dem Landweg ist der Ort über die 26 Kilometer lange Regionalstraße R305 erreichbar, die südöstlich bei Riversdale von der Nationalstraße N2 abzweigt.